# Hovamyia
Hovamyia es un género de dípteros nematóceros perteneciente a la familia Limoniidae. Se distribuye por Madagascar, Comoros, Camerún, Mozambique, Nigeria, Sierra Leona, Uganda & Zimbabue.

## Especies
- Contiene las siguientes especies:
- H. apicistyla Alexander, 1961
- H. armillata (Enderlein, 1912)
- H. immaculipes Alexander, 1955
- H. jacentia Alexander, 1951
- H. monilifera (Alexander, 1920)
- H. polyperiscelis Alexander, 1960
- H. subarmillata Alexander, 1979
- H. suffuscipes Alexander, 1951
- H. venustipes (Alexander, 1920)